# 셰넌도어 (영화)
셰넌도어(Shenandoah)는 미국에서 제작된 앤드루 V. 매클래글렌 감독의 1965년 드라마, 전쟁, 서부 영화이다. 제임스 스튜어트 등이 주연으로 출연하였고 로버트 아서 등이 제작에 참여하였다.

## 출연

### 주연
- 제임스 스튜어트

### 조연
- 더그 맥클러
- 글렌 콜베트

## 제작진
- 미술: 알렉산더 골릿즌
- 미술: 알프레드 스위니
- 의상: 로즈마리 오델